# Sœurs du Saint Rosaire de Jérusalem des Latins
Les Sœurs du Saint Rosaire de Jérusalem des Latins (en latin : Sororum a Sancto Rosario) sont une congrégation religieuse féminine enseignante et hospitalière de droit pontifical.

## Historique
La congrégation est fondée le 24 juillet 1880 à Jérusalem par Joseph Tannous Yammin, prêtre du Patriarcat latin de Jérusalem pour donner la possibilité aux palestiniennes d'entrer dans un institut religieux car elles sont généralement rejetées des instituts religieux européen parce qu'elles ne connaissent pas les langues occidentales.
Les premières postulantes prennent l'habit le 15 janvier 1881 et font leur profession le 7 mars 1885, parmi les premières religieuse se trouve Maryam Sultanah Danil Ghattas (1843 - 1927) en religion Mère Marie Alphonsine, cofondatrice de la congrégation.
La congrégation est ouverte aux religieuses de rite latin mais aussi aux religieuses de rites melkite et de rite maronite ce qui favorise la diffusion de l'institut dans de nombreux pays du Moyen-Orient ; en 1964 une maison est ouverte à Rome.
La congrégation obtient le décret de louange le 10 mai 1954 et ses constitutions sont approuvées par le Saint-Siège le 4 août 1959.

## Activités et diffusion
Les Sœurs du Rosaire œuvrent dans des écoles, des orphelinats, des cliniques et en faveur des mères pauvres sans distinction de religion. 
Elles sont présentes en : 
- Europe : Italie.
- Moyen-Orient : Égypte, Jordanie, Koweït, Liban, Palestine, Syrie.

La maison généralice est à Jérusalem. 
En 2015, la congrégation comptait 254 sœurs dans 61 maisons.